# Crisi degli ostaggi di Misgav Am
La crisi degli ostaggi di Misgav Am, iniziata durante la notte del 7 aprile 1980, fu un raid effettuato da una squadra di cinque militanti palestinesi appartenenti all'organizzazione militante ba'thista del Fronte Arabo di Liberazione appoggiato dall'Iraq, nel kibbutz israeliano di Misgav Am in cui i militanti catturarono un gruppo di bambini piccoli e neonati nei dormitori dei bambini del kibbutz e li tennero in ostaggio. L'evento si concluse la sera successiva con la conquista della roccaforte dei terroristi da parte delle truppe speciali israeliane.
Durante l'incidente tre israeliani vennero uccisi: un bambino di due anni, un membro del kibbutz di trentotto e un soldato israeliano durante un tentativo di salvataggio. Altri quattro bambini, un membro del kibbutz e undici soldati israeliani rimasero feriti durante l'attacco.

## L'attacco
Nella notte di lunedì 7 aprile 1980, una squadra di cinque militanti palestinesi, appartenenti all'organizzazione militante del Fronte Arabo di Liberazione, armati di fucili d'assalto AK-47 e bombe a mano, tagliarono la recinzione al confine tra Israele e Libano intorno all'una di notte. La squadra attraversò il confine e riuscì a entrare nel kibbutz Misgav Am, situato nel nord di Israele. Dopo aver raggiunto il centro del kibbutz inosservata, la squadra arrivò al dormitorio dei bambini, dove dormivano quelli di età compresa tra un anno e mezzo e tre anni, sotto la supervisione di alcuni dei loro genitori.
All'ingresso del dormitorio, la squadra militante incontrò il segretario del kibbutz Sammy (Samuel) Shani, che si trovava sul posto per riparare le lampade dell'edificio. Con solo un cacciavite in mano, tentò di bloccare l'ingresso, ma venne ucciso dai militanti.
I militanti entrarono nell'edificio e uccisero Eyal Gluska, di due anni, e strapparono due bambini dalle loro culle (uno dei quali era il figlio di due mesi di Sammy Shani). I militanti corsero al secondo piano insieme ai due bambini che avevano preso, dove si barricarono e dove dormivano altri cinque bambini e un adulto di nome Meir Peretz. I membri del kibbutz riuscirono a salvare diverse donne e bambini dall'edificio durante il raid.
Verso le 02:30 del mattino, le forze militari israeliane circondarono l'edificio del dormitorio e iniziarono a negoziare con i militanti.

### Conquista
In tutto, furono effettuati due tentativi di salvataggio: il primo dai Sayeret Golani della 1ª Brigata di Fanteria Golani, e fallì. Durante quel tentativo, il caporale Eldad Tsafrir, soccorritore militare diciannovenne, fu ucciso dai militanti e il suo corpo rimase disteso all'ingresso dell'edificio per tutta la durata del sequestro, poiché nessuno era in grado di evacuarlo.
Dopo il primo tentativo di soccorso, i militanti iniziarono a utilizzare gli altoparlanti per dichiarare le loro richieste di riscatto, leggendo i nomi dei prigionieri che volevano far rilasciare dalle carceri israeliane, chiesero un aereo per portarli fuori dal Paese e che l'ambasciatore rumeno fosse coinvolto nei negoziati.
Dopo lunghe trattative, intorno alle 22:00 dell'8 aprile, una squadra del reparto di ricognizione speciale Sayeret Matkal, comandata dal maggior generale Uzi Dayan, fece irruzione nell'edificio attraverso diversi ingressi durante un assalto durato solo due minuti. Grazie a questa operazione, i soldati furono in grado di eliminare tutti i militanti e liberare tutti gli ostaggi. Sei commandos israeliani rimasero feriti durante la presa di potere. Durante il tentativo di salvataggio, uno dei militanti sparò a Meir Peretz alle gambe, mentre Peretz era legato e disteso sul pavimento, e poi si fece saltare in aria con una granata.

### Vittime

#### Vittime civili israeliane
- Eyal Gluska, 2 anni, di Misgav Am;[8]
- Sammy (Samuel) Shani, 36 anni, di Misgav Am.[6]

#### Vittime militari israeliane
- Sergente Eldad Tsafrir, 19 anni, di Tel Aviv.[7]

## Gli autori
In un annuncio a Beirut dopo l'attacco, il Fronte Arabo di Liberazione sostenuto dall'Iraq, un gruppo di guerriglia radicale all'interno dell'OLP, rivendicò l'attacco e affermò che l'azione era stata condotta con l'obiettivo di liberare 50 palestinesi dalle prigioni israeliane.

## La rappresaglia israeliana
Dopo l'attacco, il 17 aprile Israele eseguì l'operazione Alto Voltaggio (מבצע מתח גבוה) in cui dei commandos israeliani del Shayetet 13 fecero irruzione e distrussero il quartier generale della guerriglia palestinese di Ras el-Sheikh, nel Libano meridionale (20 chilometri a nord di Tiro e circa 40 chilometri a nord del confine israeliano). Un portavoce delle IDF affermò che la base era utilizzata come centro di rifornimento e base di appoggio per incursioni terroristiche in Israele. Sei guerriglieri vennero uccisi durante l'operazione.